# Barnaskrik och jäkelskap
Barnaskrik och jäkelskap är en komedi från 2003 av buskisduon Stefan & Krister. Det är en fars som är inspelad på Vallarnas Friluftsteater i Falkenberg, den tredje och sista delen i Jäkelskapserien, och är en uppföljare till Bröllop och jäkelskap.

## Handling
Året är 1949, och storken är på ingång till Kristerssons gård genom att Rakel väntar barn med Lennart. Förutom det får Lennart och Rakel den äran att ta över gården. Nils-Erik har bannlyst den korkade och barnslige brevbäraren Dag-Otto från gården för barnets säkerhet, men misslyckas helt och hållet trots allt. 
Nils-Erik är glad eftersom han ska bli pensionär och slippa arbeta, men att han och bokhållaren krökade medan de samtalade har gett konsekvenser; de kom fram till att han och Matilda får bo kvar på gården kostnadsfritt – mot att de hjälper till med erforderliga sysslor, vilket Rakel börjar utnyttja så fort gården är hennes och Lennarts. Nils-Erik är i alla fall lycklig och stolt över att ska bli farfar, så i smyg har han efter nyheten ifjol anmält sig ett barnbidrag i förskott av staten – vilket visar sig vara olagligt innan barnet är fött – men hans lugn rubbas tämligen omgående av att en vacker och uppklädd kvinna vid namn Ebba-Britta dyker upp på gården som Lennart och Nils-Erik tror är en barnkontrollant. När Rakel och Matilda upptäcker en postanvisning med barnbidrag, adresserad till Nils-Erik, blir de djupt misstänksamma för otrohet som de tror denna kvinna har mycket med saken att göra. Grannen Valdemar, som bland annat ser till att distriktets Landsfiskal besöker Kristerssons gård för att sätta dit Nils-Erik för barnbidrags-bedrägeriet, väntar besök av sin nya och havande kvinna från Vänersborg (som är just denna Ebba-Britta). Plötsligt förvandlas allting till ett kaos utan like.

## Rollista
| Stefan Gerhardsson  | – Nils-Erik Kristersson           |
| Annika Andersson    | – Rakel Kristersson, Lennarts fru |
| Mikael Riesebeck    | – Lennart Kristersson             |
| Jojje Jönsson       | – Dag-Otto Flink + Landsfiskalen  |
| Eva-Lotta Bernström | – Matilda Kristersson             |
| Håkan Klamas        | – Valdemar Olsson                 |
| Jill Ung            | – Ebba-Britta från Vänersborg     |